# Maria z Modeny
Maria Beatrycze z Modeny, także Maria Beatrycze d’Este, ang. Mary of Modena (ur. 5 października 1658 w Modenie, zm. 7 maja 1718 w Paryżu) – królowa Anglii i królowa Szkocji jako żona Jakuba II Stuarta.

## Życiorys
Urodziła się w Modenie jako córka Alfonsa IV d’Este, księcia Modeny i Laury Martinozzi (siostrzenicy kardynała Jules'a Mazarina). Została ochrzczona imionami Maria Beatrice Eleonora Anna Margherita Isabella. Wychowywano ją na katoliczkę i miała zostać zakonnicą w klasztorze ufundowanym przez jej matkę, została jednak zaręczona z owdowiałym Jakubem, księciem Yorku i następcą tronu Anglii i Szkocji, jej kandydaturę popierał sam król Francji – Ludwik XIV Burbon. Ślub odbył się 30 września 1673.
Małżeństwo miało ważne dynastyczne i polityczne aspekty. Z poprzedniego małżeństwa z Lady Anną Hyde, Jakub miał już dwie córki Marię i Annę Stuart; obie żarliwe protestantki. Gdyby z drugiego małżeństwa doczekał się syna, ten pewnego dnia zostałby królem katolickim i przywrócił katolicyzm w protestanckiej Anglii.

## Królowa Anglii

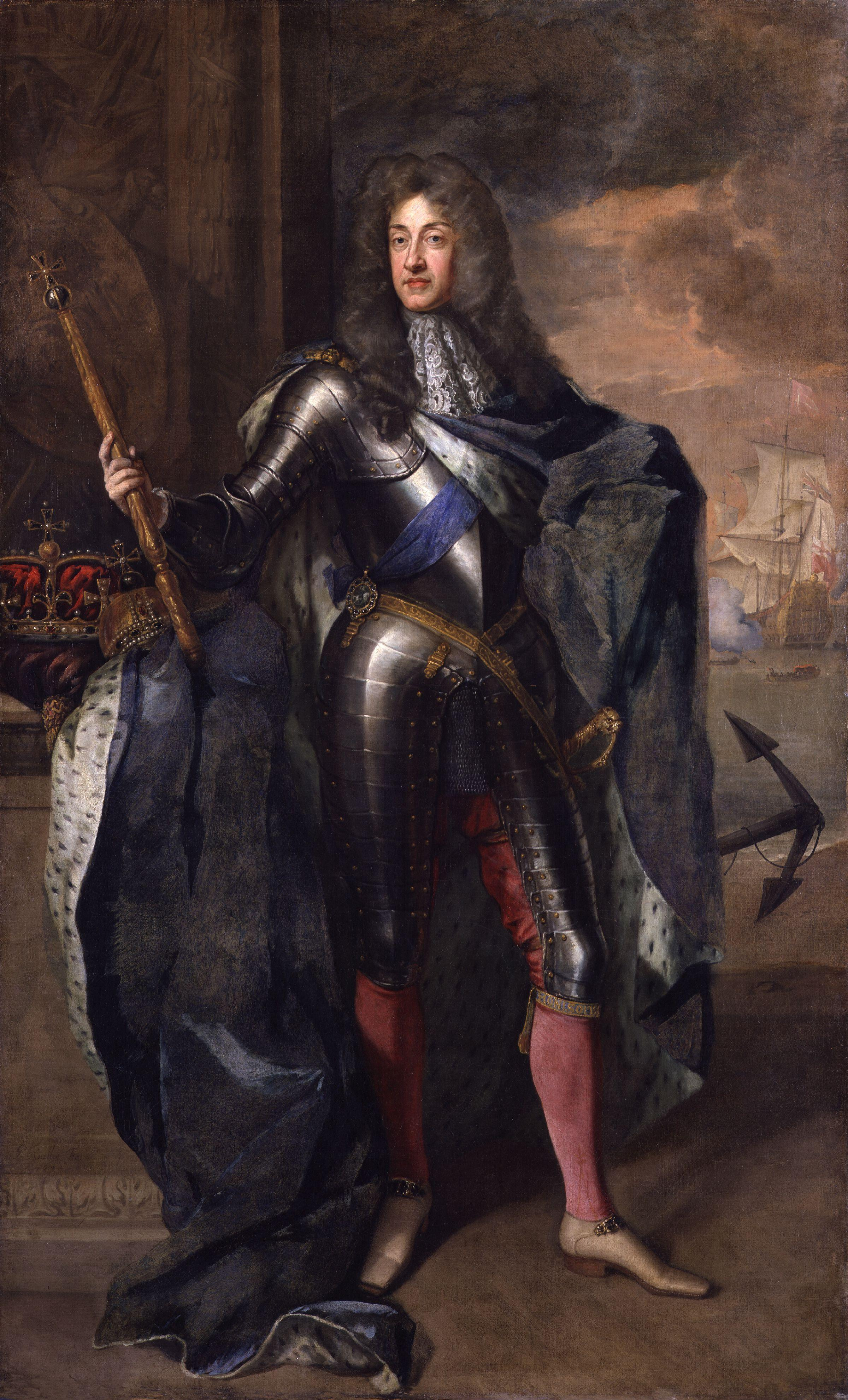
Jakub II Stuart

W 1685, Jakub wstąpił na tron. Pojawiło się pytanie, czy Maria jest w stanie urodzić następcę tronu. Kiedy urodziła syna Jakuba w 1688, od razu powstało wiele plotek na jego temat; on również miał urodzić się martwy i zostać podmieniony. Jakub zwołał nadzwyczajne posiedzenie swojej rady, która orzekła, że mały książę Walii, jest synem jego i Marii. Kilka miesięcy później wybuchła rewolucja Wigów – Chwalebna rewolucja. 10 grudnia 1688 Maria i jej synek uciekli do Francji. Najstarsza córka Jakuba – Maria i jej mąż Wilhelm III Orański zostali przez Wigów wyniesieni na tron.

## Lata wygnania we Francji

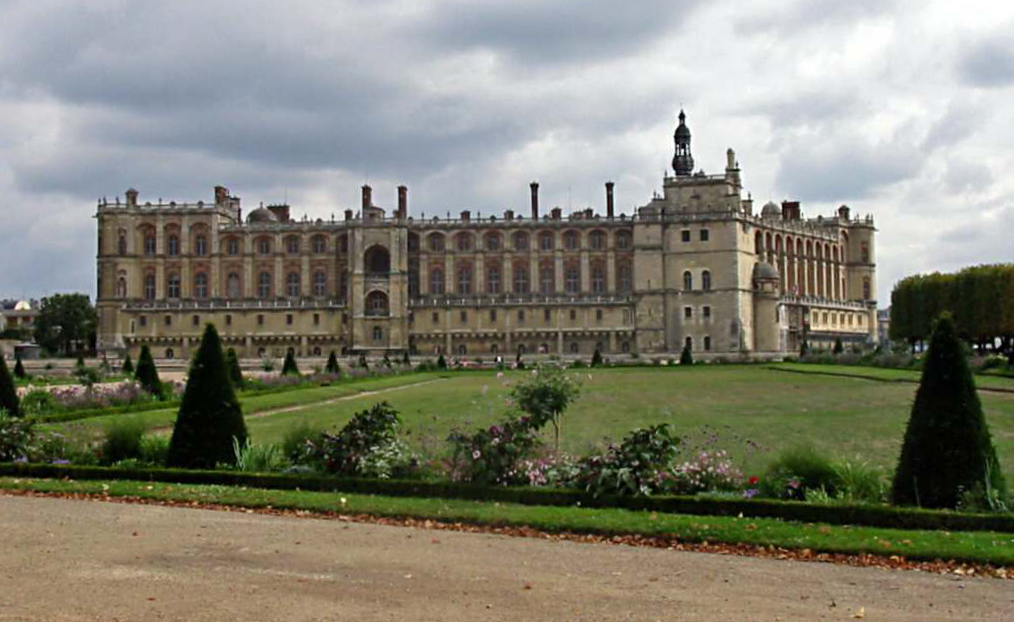
Zamek Marii z Modeny we Francji

Na wygnaniu jako goście i domownicy Ludwika XIV, Maria z synem zamieszkali w zamku Saint-Germain-en-Laye. Jakub z opóźnieniem dołączył do swojej rodziny we Francji. Maria była ulubienicą Ludwika XIV i jego drugiej żony markizy de Maintenon. 28 czerwca 1692 urodziła jeszcze jedno dziecko – córkę Ludwikę. Zmarła ona w 1712, w wieku niespełna 20 lat, na ospę (w tym samym czasie zmarło kolejno 3 członków rodziny Ludwika XIV).
Jakub zmarł 6 września 1701. Maria wspierała we Francji wygnańców z Anglii. Na jej prośbę, Ludwik XIV ogłosił jej syna królem Anglii i Szkocji (była to jedna z przyczyn Wojny o sukcesję hiszpańską). Zmarła w Paryżu na raka piersi. Jej grób, w opactwie Chaillot został zniszczony podczas Wielkiej Rewolucji Francuskiej.

## Potomstwo
- Katarzyna Laura (10 stycznia 1675 – 3 października 1676), zmarła na konwulsje
- Izabela (28 sierpnia 1676 – 2 marca 1681)
- Karol (7 listopada – 12 grudnia 1677), książę Cambridge, zmarł na ospę
- Elżbieta (ur. i zm. 1678)
- Charlotta Maria (16 sierpnia – 16 października 1682), zmarła na konwulsje
- Jakub Franciszek Edward (10 czerwca 1688 – 1 stycznia 1766), książę Walii, jakobicki pretendent do tronu Anglii i Szkocji
- Ludwika Maria Teresa (28 czerwca 1692 – 20 kwietnia 1712), zmarła na ospę